# Superliga de Suiza 2004-05
La Superliga de Suiza 2004-05 fue la 108.ª temporada de la máxima categoría del fútbol suizo.

## Tabla de posiciones
|     | Equipos                 | PJ | PG | PE | PP | GF | GC | Dif | Pts |
| --- | ----------------------- | -- | -- | -- | -- | -- | -- | --- | --- |
| 1.  | FC Basel                | 34 | 21 | 7  | 6  | 81 | 45 | +36 | 70  |
| 2.  | FC Thun                 | 34 | 18 | 6  | 10 | 69 | 42 | +27 | 60  |
| 3.  | Grasshopper Club Zürich | 34 | 12 | 14 | 8  | 51 | 50 | +1  | 50  |
| 4.  | BSC Young Boys          | 34 | 12 | 13 | 9  | 60 | 52 | +8  | 49  |
| 5.  | FC Zürich               | 34 | 13 | 9  | 12 | 55 | 57 | -2  | 48  |
| 6.  | Neuchâtel Xamax         | 34 | 10 | 8  | 16 | 36 | 48 | -12 | 38  |
| 7.  | FC St. Gallen           | 34 | 8  | 12 | 14 | 51 | 60 | -9  | 36  |
| 8.  | FC Aarau                | 34 | 7  | 11 | 16 | 42 | 64 | -22 | 32  |
| 9.  | FC Schaffhausen         | 34 | 7  | 11 | 16 | 36 | 59 | -23 | 32  |
| 10. | Servette                | 18 | 6  | 5  | 7  | 24 | 28 | -4  | 20  |

|  | Tercera ronda previa de la Liga de Campeones de la UEFA 2005-06 |
|  | Segunda ronda previa de la Liga de Campeones de la UEFA 2005-06 |
|  | Segunda ronda previa de la Copa de la UEFA 2005-06              |
|  | Copa Intertoto de la UEFA 2005                                  |
|  | Play-off de descenso                                            |
|  | Descenso a la 1. Liga                                           |

### Play-off de descenso
|              | Resultados |              | Fecha               |  |
| ------------ | ---------- | ------------ | ------------------- |  |
| Schaffhausen | 1 - 1      | Vaduz        | 1 de junio de 2005  |  |
| Vaduz        | 0 - 1      | Schaffhausen | 12 de junio de 2005 |  |

Schaffhausen mantiene la categoría por un global de 2-1.

## Goleadores
| #  | Jugador            | Club       | Goles |
| -- | ------------------ | ---------- | ----- |
| 1. | Christian Giménez  | Basel      | 27    |
| 2. | Mauro Lustrinelli  | Thun       | 20    |
| 3. | Stéphane Chapuisat | Young Boys | 15    |
| 4. | Francisco Neri     | Young Boys | 13    |
| 5. | Thomas Häberli     | Young Boys | 12    |